# Слотов
Слотов (нім. Schlotten) — село, що входить до складу громади Гержманіце округу Наход. Розташоване приблизно на 2,5 км на північний захід від Гержманіце. У 2009 році тут зареєстровано 37 адрес.  У 2011 році тут постійно проживала 41 людина.
Слотов також є кадастровим районом площею 1,65 км2. 